# Division 1 2019-2020 (pallamano maschile)
La Division 1 2019-2020, nota come LIDL Starligue 2019-2020 per motivi di sponsorizzazione, è la 68ª edizione del Campionato francese di pallamano maschile.

## Squadre partecipanti
Partecipano 14 squadre da tutta la Francia.
| Squadra                         | Città              | Arena                                                   | Capacità    | Stagione precedente |
| ------------------------------- | ------------------ | ------------------------------------------------------- | ----------- | ------------------- |
| Pays d'Aix Université Club      | Aix-en-Provence    | Complexe sportif du Val de l'Arc Arena du Pays d'Aix    | 1,650 6,004 | 6º posto            |
| C' Chartres Métropole handball  | Chartres           | Halle Jean-Cochet                                       | 1,200       | 1º posto in D2      |
| Chambéry                        | Chambéry           | Le Phare                                                | 4,400       | 3º posto            |
| Dunkerque                       | Dunkerque          | Stade des Flandres                                      | 2,400       | 10º posto           |
| Istres Provence Handball        | Istres             | Halle polyvalente                                       | 2,000       | 11º posto           |
| US Ivry                         | Ivry-sur-Seine     | Gymnase Auguste-Delaune                                 | 1,500       | 12º posto           |
| Montpellier                     | Montpellier        | Palais des sports René-Bougnol Sud de France Arena      | 3,000 8,000 | 2º posto            |
| Nantes                          | Nantes             | Palais des Sports de Beaulieu Halle XXL de la Beaujoire | 5,000 9,000 | 4º posto            |
| USAM Nîmes                      | Nîmes              | Le Parnasse                                             | 3,391       | 5º posto            |
| Paris Saint-Germain             | Parigi             | Stade Pierre de Coubertin Halle Georges Carpentier      | 3,402 4,300 | Vincitore           |
| Union Sportive Créteil Handball | Créteil            | Palais des sports Robert-Oubron                         | 2,398       | 2º posto in D2      |
| Saint Raphaël                   | Saint-Raphaël      | Palais des sports J-F Krakowski                         | 2,000       | 7º posto            |
| Fenix Toulouse                  | Tolosa             | Palais des Sports André Brouat                          | 4,200       | 8º posto            |
| Tremblay                        | Tremblay-en-France | Palais des sports                                       | 1,020       | 9º posto            |

## Classifica
| Pos | Squadra             | G  | V  | N | P  | GF  | GS  | DG   | Pt | Qualificazione o retrocessione |
| --- | ------------------- | -- | -- | - | -- | --- | --- | ---- | -- | ------------------------------ |
| 1   | Paris Saint-Germain | 18 | 17 | 1 | 0  | 636 | 498 | +138 | 35 | Champions League               |
| 2   | HBC Nantes          | 18 | 14 | 1 | 3  | 559 | 473 | +86  | 29 | Champions League               |
| 3   | USAM Nîmes          | 18 | 12 | 2 | 4  | 548 | 505 | +43  | 26 | EHF Cup                        |
| 4   | Montpellier         | 18 | 10 | 2 | 6  | 523 | 492 | +31  | 22 | EHF Cup                        |
| 5   | Toulouse            | 18 | 9  | 2 | 7  | 516 | 514 | +2   | 20 | EHF Cup                        |
| 6   | Aix                 | 18 | 8  | 2 | 8  | 448 | 497 | −49  | 18 | EHF Cup                        |
| 7   | Dunkerque           | 18 | 7  | 1 | 10 | 448 | 479 | −31  | 15 |                                |
| 8   | Saint Raphaël       | 18 | 7  | 1 | 10 | 514 | 530 | −16  | 15 |                                |
| 9   | Chambéry            | 18 | 6  | 2 | 10 | 488 | 481 | +7   | 14 |                                |
| 10  | Chartres MHB        | 18 | 6  | 2 | 10 | 482 | 517 | −35  | 14 |                                |
| 11  | Istres              | 18 | 6  | 1 | 11 | 461 | 507 | −46  | 13 |                                |
| 12  | Ivry                | 18 | 6  | 1 | 11 | 480 | 515 | −35  | 13 |                                |
| 13  | Tremblay            | 18 | 4  | 1 | 13 | 467 | 535 | −68  | 9  |                                |
| 14  | Créteil             | 18 | 4  | 1 | 13 | 476 | 539 | −63  | 9  |                                |